# Калициевые (семейство)
Кали́циевые (лат. Caliciaceae) — семейство преимущественно лихенизированных грибов класса Леканоромицеты. Самое большое количество видов содержит род Буэллия, около 300; более десяти родов содержат по одному виду.

## Описание
Таллом накипный, зернисто-бородавчатый или ареолированный, иногда незаметный, целиком развивающийся внутри субстрата. Типичный цвет серый, жёлтый или зеленоватый.
Фотобионт — зелёные водоросли Trebouxia-типа.

## Среда обитания и распространение
Большинство видов произрастает на гниющей древесине, коре деревьев, мхах, каменистом субстрате.

## Классификация
Согласно базе данных Catalogue of Life на март 2024 года семейство включает следующие роды:
- Acolium (Ach.) Gray, 1821 — Аколиум
- Acroscyphus Lév., 1846
- Allocalicium M. Prieto et Wedin, 2016
- Amandinea M. Choisy ex Scheid. et H. Mayrhofer, 1993
- Australiaena Matzer, H. Mayrhofer et Elix, 1997
- Baculifera Marbach et Kalb, 2000
- Buellia De Not., 1846 — Буеллия
- Burrowsia Fryday et I. Medeiros, 2020
- Calicium Pers., 1794 — Калициумtypus
- Chrismofulvea Marbach, 2000
- Ciposia Marbach, 2000
- Cratiria Marbach, 2000
- Cyphelium Ach., 1815 — Цифелиум
- Dermatiscum Nyl., 1867
- Dermiscellum Hafellner, H. Mayrhofer et Poelt, 1979
- Dimelaena Norman, 1852
- Diploicia A. Massal., 1852 — Диплоиция
- Diplotomma Flot., 1849
- Dirinaria (Tuck.) Clem., 1909
- Embolidium Sacc., 1878
- Endohyalina Marbach, 2000
- Fluctua Marbach, 2000
- Gassicurtia Fée, 1825
- Hafellia Kalb, H. Mayrhofer et Scheid., 1986
- Hypoflavia Marbach, 2000
- Moneolechia Trevis., 1857
- Ocularia (Malme) Kalb et Giralt, 2011
- Pseudothelomma M. Prieto et Wedin, 2016
- Pyxine Fr., 1825 — Пиксина
- Redonia C.W. Dodge, 1973
- Santessonia Hale et Vobis, 1978
- Sculptolumina Marbach, 2000
- Sphinctrinopsis Woron, 1927
- Stigmatochroma Marbach, 2000
- Tetramelas Norman, 1852 — Тетрамелас
- Texosporium Nádv. ex Tibell et Hofsten, 1968
- Thelomma A. Massal., 1860
- Tholurna Norman, 1861
- Tylophoropsis Sambo, 1938

## Галерея

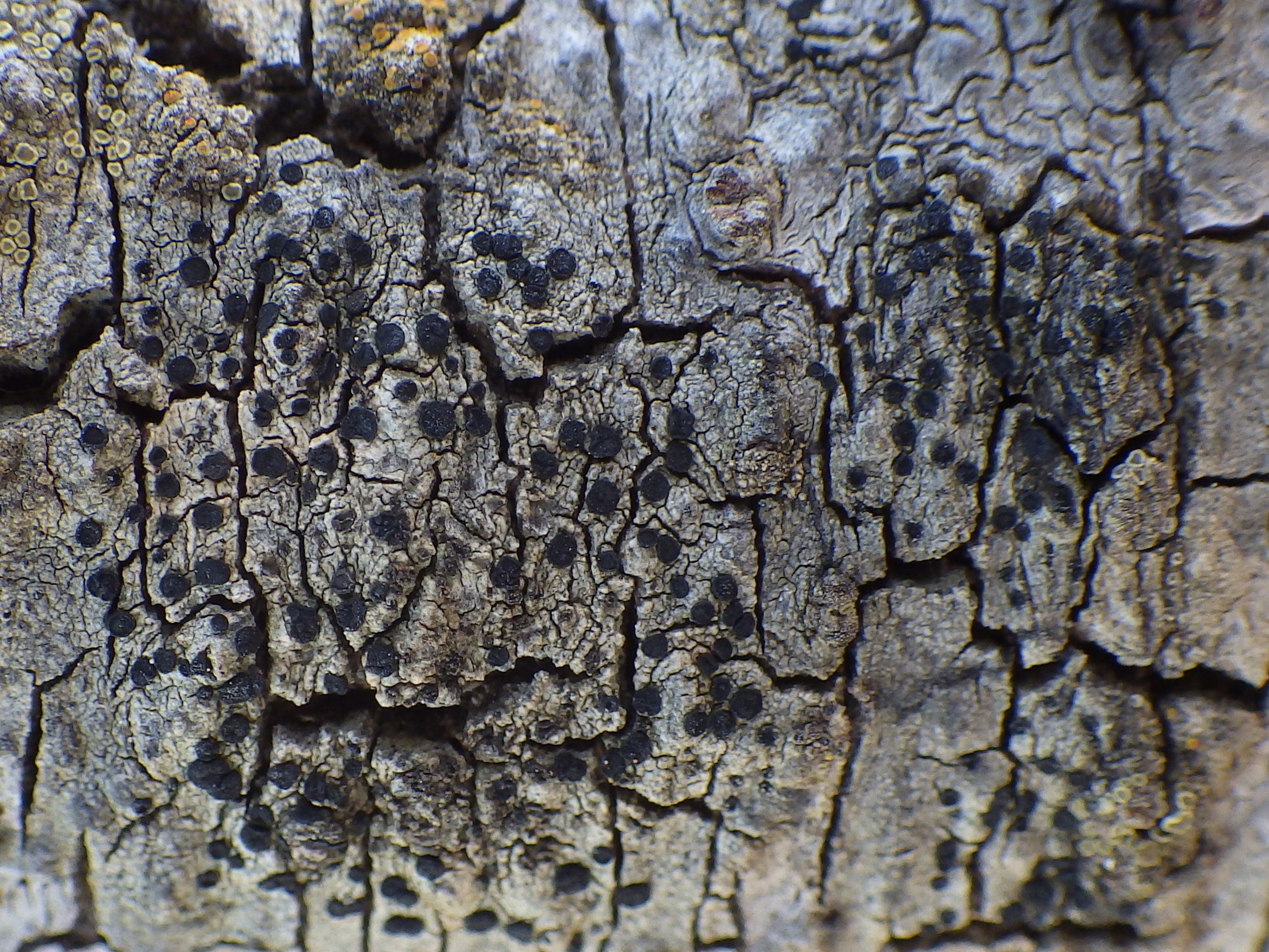
Амандинея точечная (Amandinea punctata)
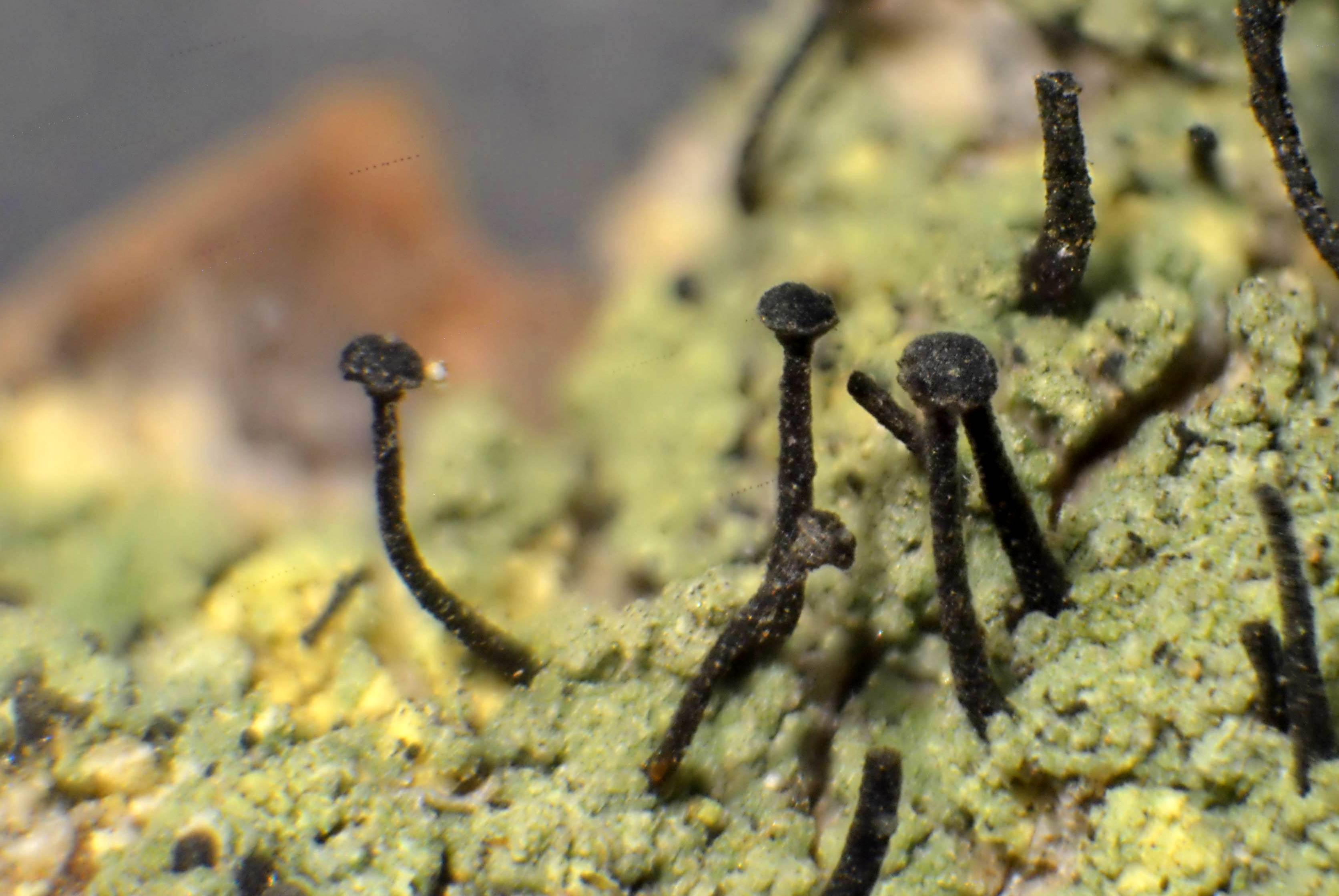
Калициум зелёный (Calicium viride)
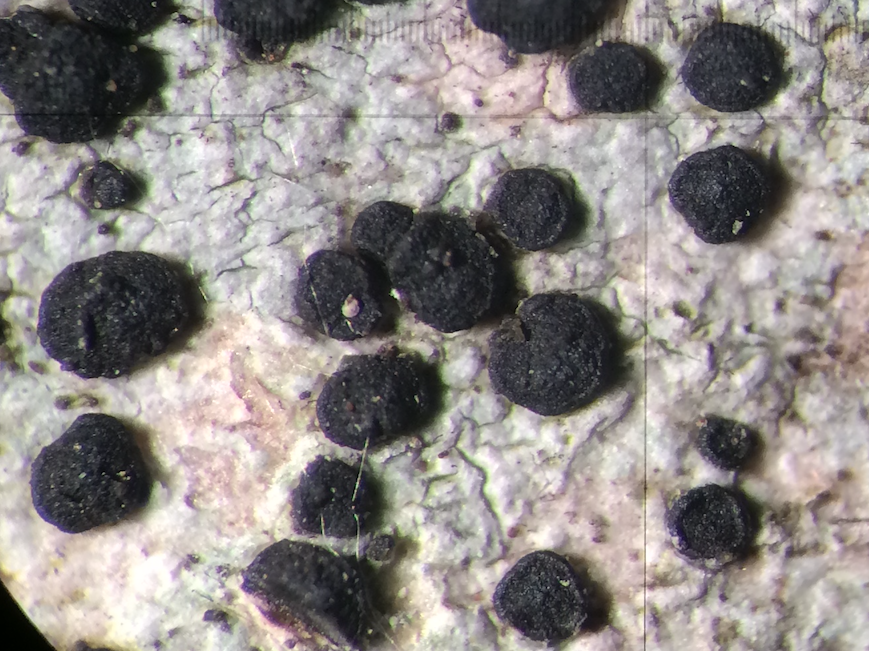
Буэллия дисковидная (Buellia disciformis)
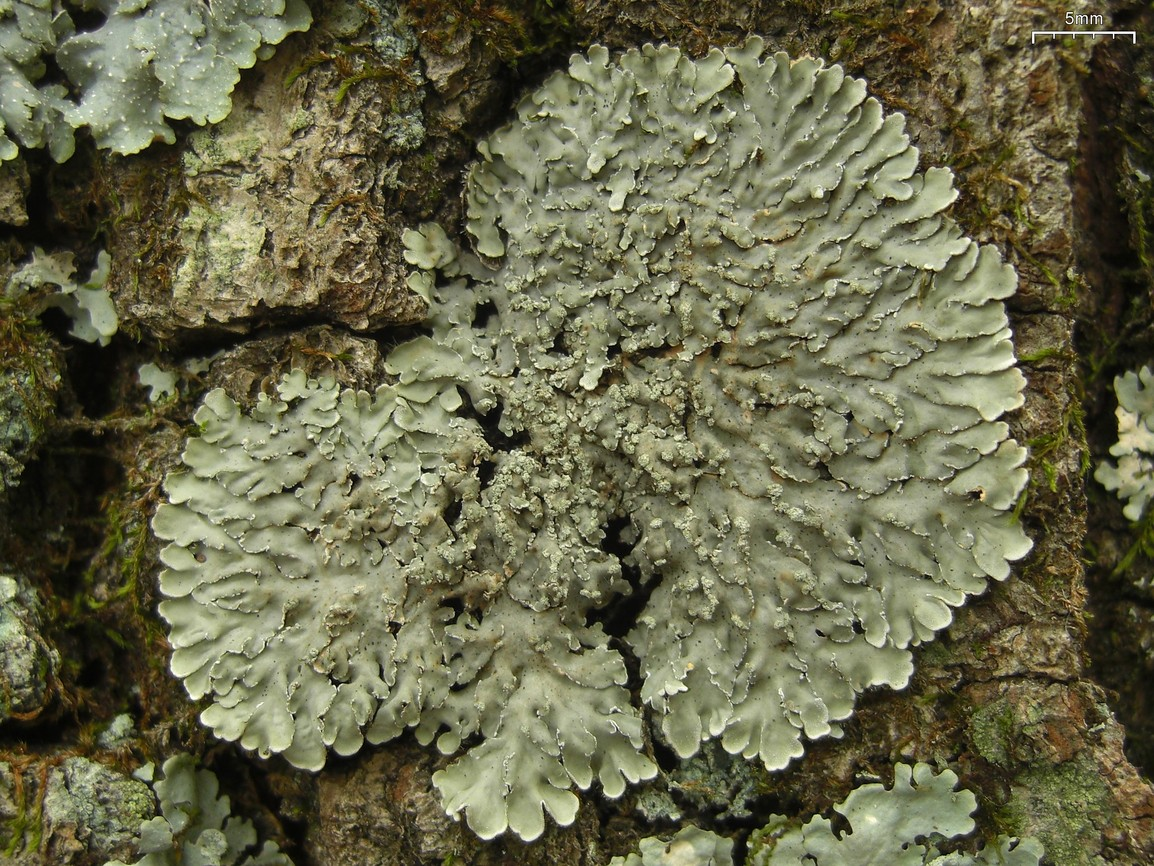
Пиксина соредиозная (Pyxine sorediata)